# Hůrka (Jistebnice)
Hůrka (německy Hurka) je malá vesnice, část města Jistebnice v okrese Tábor v Jihočeském kraji. Nachází se asi dva kilometry jižně od Jistebnice. Hůrka leží v katastrálním území Makov u Jistebnice o výměře 5,75 km².

## Historie
První písemná zmínka o vesnici pochází z roku 1379.

## Obyvatelstvo
| Rok            | 1869 | 1880 | 1890 | 1900 | 1910 | 1921 | 1930 | 1950 | 1961 | 1970 | 1980 | 1991 | 2001 | 2011 | 2021 |
| -------------- | ---- | ---- | ---- | ---- | ---- | ---- | ---- | ---- | ---- | ---- | ---- | ---- | ---- | ---- | ---- |
| Počet obyvatel | 155  | 159  | 154  | 161  | 158  | 149  | 130  | 117  | 109  | 91   | 87   | 70   | 74   | 76   | 75   |
| Počet domů     | 20   | 20   | 20   | 20   | 24   | 23   | 23   | 24   | 24   | 23   | 23   | 26   | 30   | 33   | 38   |

## Obecní správa
Při sčítání lidu v letech 1850–1960 Hůrka byla osadou obce Padařov v okrese Tábor. V letech 1961–1980 byla částí obce Makov v okrese Tábor. Od 1. července 1980 je částí města Jistebnice v okrese Tábor.

## Pamětihodnosti
- Kaple čtverhranného půdorysu se zvoničkou

## Galerie

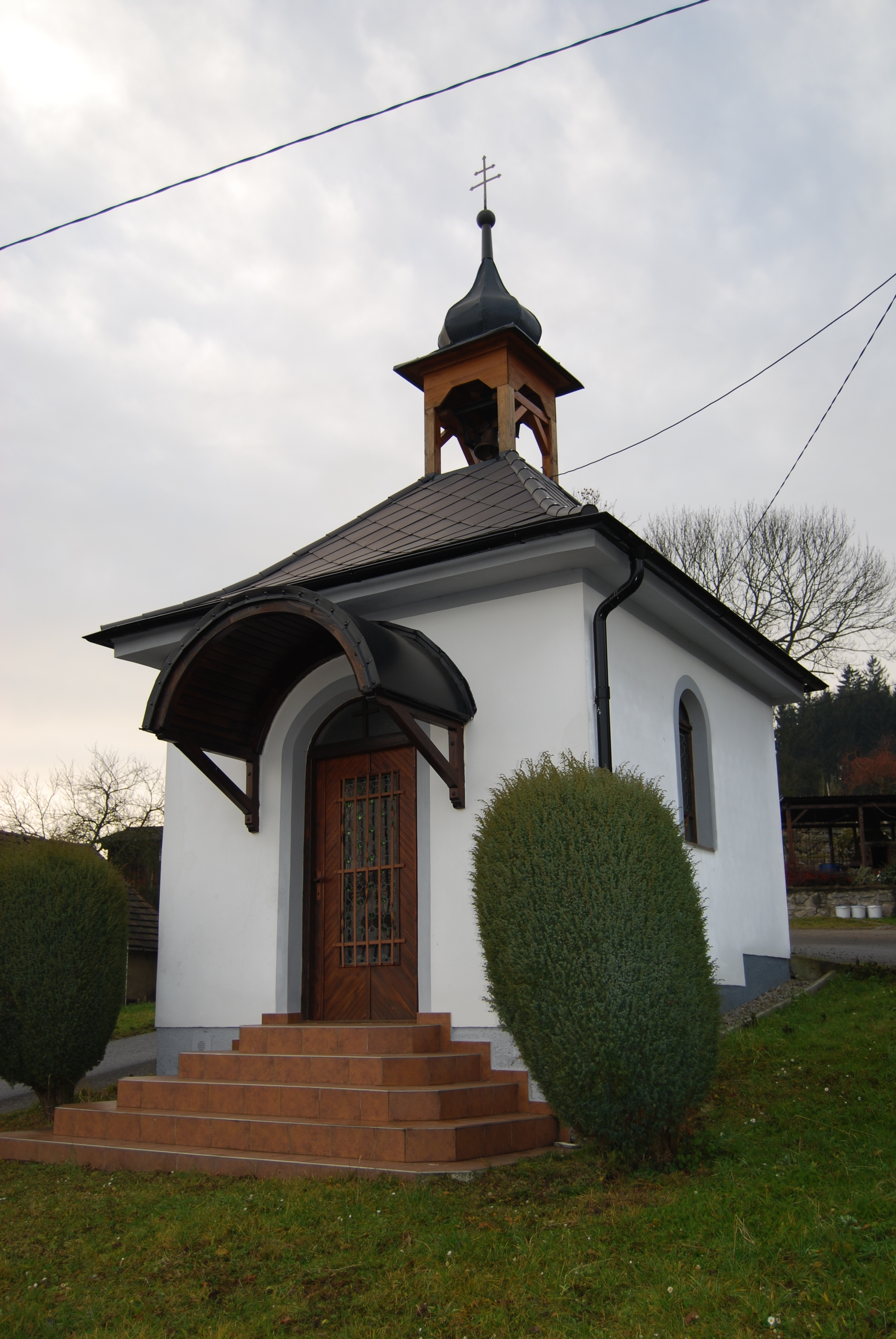
Návesní kaple
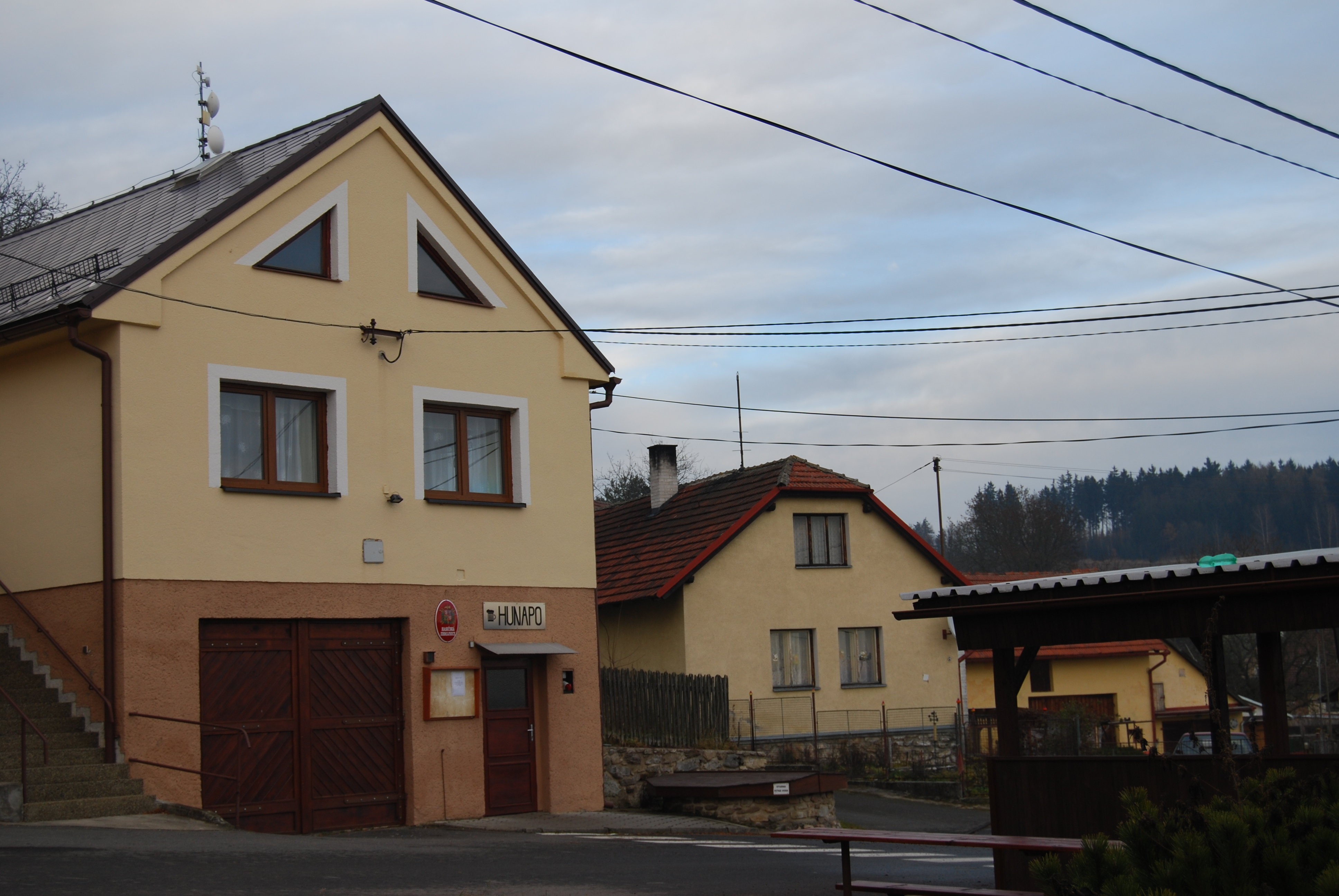
Hasičská zbrojnice